# Vivian Bruchez
Pour les articles homonymes, voir Bruchez.
 (juin 2022).
La mise en forme du texte ne suit pas les recommandations de Wikipédia : il faut le « wikifier ».
Les points d'amélioration suivants sont les cas les plus fréquents. Le détail des points à revoir est peut-être précisé sur la page de discussion.
- Les titres sont pré-formatés par le logiciel. Ils ne sont ni en capitales, ni en gras.
- Le texte ne doit pas être écrit en capitales (les noms de famille non plus), ni en gras, ni en italique, ni en « petit »…
- Le gras n'est utilisé que pour surligner le titre de l'article dans l'introduction, une seule fois.
- L'italique est rarement utilisé : mots en langue étrangère, titres d'œuvres, noms de bateaux, etc.
- Les citations ne sont pas en italique mais en corps de texte normal. Elles sont entourées par des guillemets français : « et ».
- Les listes à puces sont à éviter, des paragraphes rédigés étant largement préférés. Les tableaux sont à réserver à la présentation de données structurées (résultats, etc.).
- Les appels de note de bas de page (petits chiffres en exposant, introduits par l'outil «  Source ») sont à placer entre la fin de phrase et le point final[comme ça].
- Les liens internes (vers d'autres articles de Wikipédia) sont à choisir avec parcimonie. Créez des liens vers des articles approfondissant le sujet. Les termes génériques sans rapport avec le sujet sont à éviter, ainsi que les répétitions de liens vers un même terme.
- Les liens externes sont à placer uniquement dans une section « Liens externes », à la fin de l'article. Ces liens sont à choisir avec parcimonie suivant les règles définies. Si un lien sert de source à l'article, son insertion dans le texte est à faire par les notes de bas de page.
- La présentation des références doit suivre les conventions bibliographiques. Il est recommandé d'utiliser les modèles {{Ouvrage}}, {{Chapitre}}, {{Article}}, {{Lien web}} et/ou {{Bibliographie}}. Le mode d'édition visuel peut mettre en forme automatiquement les références.
- Insérer une infobox (cadre d'informations à droite) n'est pas obligatoire pour parachever la mise en page.

Pour une aide détaillée, merci de consulter Aide:Wikification.
Si vous pensez que ces points ont été résolus, vous pouvez retirer ce bandeau et améliorer la mise en forme d'un autre article.
Vivian Bruchez, né le 13 novembre 1986 à Chamonix Mont-Blanc (Haute-Savoie), est un skieur et alpiniste français, guide de haute montagne, membre de la Compagnie des guides de Chamonix, professeur à l’ENSA et spécialiste du ski de pente raide. Il oriente sa pratique vers l’exploration de nouveaux itinéraires.

## Biographie
Vivian Bruchez est né à Chamonix Mont-Blanc il skie depuis qu’il a 3 ans. Ses deux parents sont moniteurs de ski, tout comme son frère et sa sœur aînés. Il commence à enseigner à 21 ans en 2007. De 2000 à 2006, il pratique intensément la compétition en ski alpin, en ski-cross et en freeride. En 2010 il est diplômé guide de haute montagne.
Il a réalisé 100 nouvelles descentes dans les Alpes. parmi celles-ci figurent notamment le Nant Blanc, plusieurs descentes sur l'aiguille du Chardonnet, l’Aiguille du Goûter , le Bietschorn, le Täschhorn et Blonnière.
En juin 2025, Vivian Bruchez devient le premier skieur à descendre à ski l'ensemble des 82 sommets de plus de 4 000 mètres des Alpes, un projet entamé plus de vingt ans auparavant. Cette réalisation, saluée dans le monde de l’alpinisme, mêle performance sportive (dont 22 premières descentes à ski et 4 sommets jamais skiés auparavant dans l'histoire), engagement environnemental (approches en vélo, packraft), et rencontres humaines. Cette aventure incarne une éthique forte et une passion pour la montagne et le ski de pente raide.

## Premières ouvertures de descentes à ski
| Date       | Lignes                                         | Sommet                             | Pays   | Compagnons                                           |  |
| ---------- | ---------------------------------------------- | ---------------------------------- | ------ | ---------------------------------------------------- |  |
| 23/11/2012 | Éperon Migot                                   | Aiguille du Chardonnet             | France | Kilian Jornet                                        |  |
| 06/01/2013 | Les cinquantièmes hurlants                     | La Roualle versant Sud Est         | France | Pierre Tarivel, Sébastien Montaz-Rosset              |  |
| 17/02/2013 | Couloir Frigor                                 | Pointe Gigord                      | France | Jonathan Charlet                                     |  |
| 25/04/2013 | Les Z (voie Washburn)                          | Aiguille Verte                     | France | Sébastien Montaz-Rosset                              |  |
| 05/2013    | Arête Kuffner                                  | Mont Maudit                        | France | Sébastien Montaz-Rosset                              |  |
| 13/06/2013 | Piton des Italiens                             | Aiguille de Bionassay              | France | Bastien Fleury                                       |  |
| 10/03/2014 | Face Nord du Gros Béchard                      | Gros Béchard                       | France | Jérémy Audibert                                      |  |
| 18/03/2014 | Couloir Sud Ouest des Trois Chardons           | Aiguille du Chardonnet             | France | Jonathan Félisaz                                     |  |
| 23/01/2015 | L'allumette                                    | Flammes de pierre                  | France | Jérémy Audibert                                      |  |
| 06/03/2015 | Les Perrons de Vallorcine                      | Aiguille de Loriaz                 | France | Jérémy Audibert, Jonathan Charlet                    |  |
| 01/06/2015 | Face Nord Ouest du Mont Maudit                 | Mont Maudit                        | France | Kilian Jornet, Sébastien Montaz-Rosset               |  |
| 14/03/2016 | Vire de lune                                   | Aiguille du Chardonnet             | France | Kilian Jornet                                        |  |
| 15/03/2016 | Veine de Kurtz                                 | Pointe Kurtz                       | France | Kilian Jornet                                        |  |
| 03/2016    | Banana Moine                                   | Aiguille du Moine                  | France | Tristan Knoertzer                                    |  |
| 05/05/2016 | Y'a pas foule                                  | Aiguille de la Fouly               | France | Jérémy Janody, Cédric Pugin                          |  |
| 15/12/2016 | Fou de Fouly                                   | Aiguille de la Fouly               | France | Tristan Knoetzer                                     |  |
| 10/03/2017 | Couloir de la moustache                        | Petite aiguille Verte              | France | Jonathan Charlet, Bertrand Delapierre, Enak Gavaggio |  |
| 07/04/2017 | Veine de pierre                                | Aiguille Pierre Joseph             | France | Ben Tibbets                                          |  |
| 24/04/2017 | Cristal d'argent                               | Aiguille d'Argentière              | France | Eduard Ulysses                                       |  |
| 04/02/2018 | Face Nord Est du Mont Oreb                     | Mont Oreb                          | France | Medhi Bidault, Nicolas Deleglise                     |  |
| 13/04/2018 | La ceinture des Drus                           | Les Drus                           | France | Jean Baptiste Charlet, Jonathan Charlet              |  |
| 18/04/2018 | Couloir des trois chamois                      | Aiguille Pierre Joseph             | France | Mathéo Jacquemoud, Mathis Dumas                      |  |
| 19/06/2018 | Nant Blanc                                     | Aiguille Verte                     | France | Paul Bonhomme                                        |  |
| 09/11/2020 | Face Sud Ouest Aiguilles Dorées                | Aiguilles Dorées                   | Suisse |                                                      |  |
| 29/11/2020 | Couloir des soldats                            | Grande Fourche                     | Suisse |                                                      |  |
| 05/01/2021 | Jardin secret                                  | Pointe Blonnière (face Est)        | France | Paul Bonhomme                                        |  |
| 01/03/2021 | Bruchez-Lafaille                               | Aiguille du Goûter                 | France | Tom Lafaille                                         |  |
| 10/03/2021 | La testa tra le stelle                         | Tête Carrée (face Sud Est)         | Italie | Paul Bonhomme                                        |  |
| 01/04/2021 | Les Piliers de Bagnes                          | Face Est du Combin de la Tsessette | Suisse | Paul Bonhomme                                        |  |
| 18/04/2021 | Vas-y fonce, sur un malentendu ça peut marcher | Aiguille de Praz Torrent           | France | Tom Lafaille                                         |  |
| 22/04/2021 | Face Nord Aiguille de Praz Torrent             | Aiguille de Praz Torrent           | France | René Roulet, Jean-Sébastien Knoertzer, Tom Lafaille  |  |
| 09/05/2021 | Merci mamans                                   | Bietschhorn                        | Suisse | Paul Bonhomme, Gilles Sierro                         |  |
| 28/05/2021 | X                                              | Taschhörn (face Sud Ouest)         | Suisse | Paul Bonhomme                                        |  |
| 16/03/2022 | Là où le regard te porte                       | Le Roignais (face Ouest)           | France | Paul Bonhomme                                        |  |
| 20/04/2022 | Face Sud Ouest de la Pointe Baretti            | Pointe Baretti                     | Italie |                                                      |  |
| 06/01/2023 | Tango glacé sous le soleil                     | Aiguille d'Argentière              | France | Pierre Idris, Julian Casanova                        |  |
| 15/02/2023 | Zooreb                                         | Mont Oreb                          | France | Tom Lafaille                                         |  |
| 1/11/2024  | [ 37 ]                                         | Grandes Jorasses                   | Italie | Boris Langenstien, Gilles Sierro                     |  |

## Filmographie
- T’es pas bien là ?[15] - 32 minutes - Novembre 2013 - Réalisé par Sébastien Montaz-Rosset

- Skyfjord[38] - 12 minutes - Avril 2016 - Réalisé par Bertrand Delapierre

- Steep and mythic[39]- 6 minutes - 2016 - Réalisé par Julbo
- Rancho EP#10 "98 au patin" / "98 under foot"[40]- 16 min - 2018 - Réalisé par Supersize films

- Entre les lignes[41]- 28 minutes - 2018 - Réalisé par YUCCA Films

- The first second[42] - 3 minutes - Janvier 2020 - Réalisé par Julbo

- Un printemps suspendu[43]- 6 épisodes - Réalisé par L'Equipe Explore

- Diamant des Alpes[44] - 39 minutes - 2021- Réalisé par Sébastien Montaz-Rosset
- Painting the mountains [45]- 60 minutes - 2024 - Réalisé par YUCCA Films